# Nature morte aux prunes, figues, pain et récipients
La Nature morte aux prunes, figues, pain et récipients est un tableau (35 x 48 cm) de Luis Meléndez conservé au Musée du Prado de Madrid (n° inventaire 924). Cette nature morte est signée L.Mz. sur le bord de la table à l'angle inférieur gauche. Elle provient de la collection royale d'Aranjuez et a été composée entre 1760 et 1770.

## Description
Meléndez comme souvent pose les objets sur une table de bois lisse sur un fond neutre obscur. Une grande cruche blanche de type « boule » à l'anse de corde et au liseré jaune sur le bord occupe toute la partie droite. Devant elle sont posées trois figues et contre elle une grande poignée de prunes à l'aspect velouté. Quatre assiettes de poterie de Puente del Arzobispo,,, comme la cruche, se trouvent derrière celle-ci. Le fond de la scène est occupé au milieu par un petit tonneau à conserve qui donne de la hauteur et une terrine en céramique à gauche d'où dépasse un poisson. Un gros morceau de pain croustillant occupe la partie gauche et reflète une lumière blonde qui contraste avec l'aspect blanc vitrifié de la cruche. Les contrastes chromatiques et les traits de pinceau soulignent les jeux de lumière et les différents volumes.

## Expositions
Cette huile sur toile a notamment été exposée à Londres pour l'exposition European Masters of the Eighteenth Century (hiver 1954-1955) ; à Stockholm en 1960 ; à Madrid en 1982-1983 ; à Paris au musée du Petit Palais d'octobre 1987 à janvier 1988.